# Bewegungskompetenz
Bewegungskompetenz (lateinisch competere „zusammentreffen, ausreichen, zu etwas fähig sein, zustehen“) ist die Fähigkeit, die eigene Bewegung zu nutzen, um Herausforderungen motorischer, kognitiver oder sozialer Natur über Bewegung zu lösen und Situationen optimal zu gestalten.

## Abgrenzung
Entscheidend in diesem Zusammenhang ist nicht, ob ein Mensch mit den Fingern (bei gestrecktem Knie) bis an den Boden kommt (= Bewegungsfähigkeit) oder 20 km am Stück laufen kann (= Bewegungsleistung), sondern ob der Mensch in der jeweiligen Entwicklungsphase fähig ist, über Bewegung die Herausforderungen mit den bei sich vorhandenen körperlichen Ressourcen zu lösen (= Bewegungskompetenz). Grundlage der Bewegungskompetenz ist die Körpererfahrung.

## Entwicklung
Der Kompetenzbegriff erfährt in den Sozial- und Geisteswissenschaften im Gegensatz zum Intelligenzquotienten (IQ) eine Aufwertung, da Kompetenzen durch Lern- und Entwicklungsprozesse veränderbar sind, während der IQ ein relativ stabiles Persönlichkeitsmerkmal bildet. Der Begriff der Bewegungskompetenz wird verstärkt in der wissenschaftlichen Diskussion verwendet. Wolfgang Klafki trug wesentlich zu einer Einführung dieses Begriffes in die Sportdidaktik und die Erziehungswissenschaften bei.

## Bedeutung
Die Bewegungskompetenz lässt sich in allen Phasen der menschlichen Entwicklung gezielt und nachhaltig fördern. Eine hohe Bewegungskompetenz führt zu einer höheren Selbstwirksamkeit, Problemlösefähigkeit, Gesundheit, Motivation und zu einer besseren sozialen Interaktion.
Anwendungsfelder der Bewegungskompetenz finden sich in der Sportpädagogik, wobei der Begriff hier einen Paradigmenwechsel zum Ausdruck bringt, indem die Bewegungserfahrung vielfältige Lern- und Entwicklungsprozesse ermöglicht, die weit über die leistungsorientierten Bildungsbemühungen hinausreichen.

„Bewegungsbildung müssten als Vermittlungsprozesse, als ein Beziehungsgeschehen verstanden werden, nämlich als eine spezifische Weise des In-Beziehung-Tretens, der Auseinandersetzung von Mensch und Welt; als aktive Vorgänge mit spezifischen Erfahrungsfeldern der naturhaften und kulturellen Wirklichkeit. Die zentrale Aufgabe der Bewegungs- und Sportbildung wird dann darin gesehen, (…) über das Bewegungsbedürfnis und die potentielle Bewegungsfähigkeit Wirklichkeitserfahrung und -gestaltung zu eröffnen.“

Bewegungskompetenzausbildungen gehören insbesondere in der professionellen Pflege im deutschsprachigen Raum zu einem Fixpunkt von Aus- und Weiterbildungsmaßnahmen und sind dort unter dem Namen Kinaesthetics bekannt.
Ein Zusammenhang zwischen kognitiver und emotionaler Kompetenz und Produktivität sowie Qualität im Leistungserstellungsprozess gilt als wahrscheinlich, ist jedoch noch Gegenstand aktueller Forschungen.